# SuperFerry
SuperFerry ist eine philippinische Schifffahrtsgesellschaft, welche als WG&A SuperFerry gegründet wurde. Unternehmenssitz ist Manila. Sie gilt als eine der moderneren philippinischen Schifffahrtsgesellschaften. Trotzdem passieren immer wieder Unglücke, die auf überalterte Fähren und eine mangelnde Umsetzung der Sicherheitsregeln zurückzuführen sind. 
SuperFerry gehört, wie auch ihre Schwestergesellschaften SuperCat und Cebu Ferries, dem Transportunternehmen Aboitiz Transport System. Aboitiz ging neben Gothong aus dem Konzern William Gothong & Aboitiz (WG&A) hervor und übernahm deren Tochtergesellschaften SuperFerry, SuperCat sowie Cebu Ferries. Gothong gründete mit Carlos A. Gothong Lines (CAGLI) eine eigene Reederei.

## Schiffe
In der Flotte von SuperFerry befinden sich momentan folgende Schiffe (Stand: September 2009)
- SuperFerry 1
- SuperFerry 2
- SuperFerry 5
- SuperFerry 12
- SuperFerry 19
- Our Lady Of Good Voyage

## Unglücke

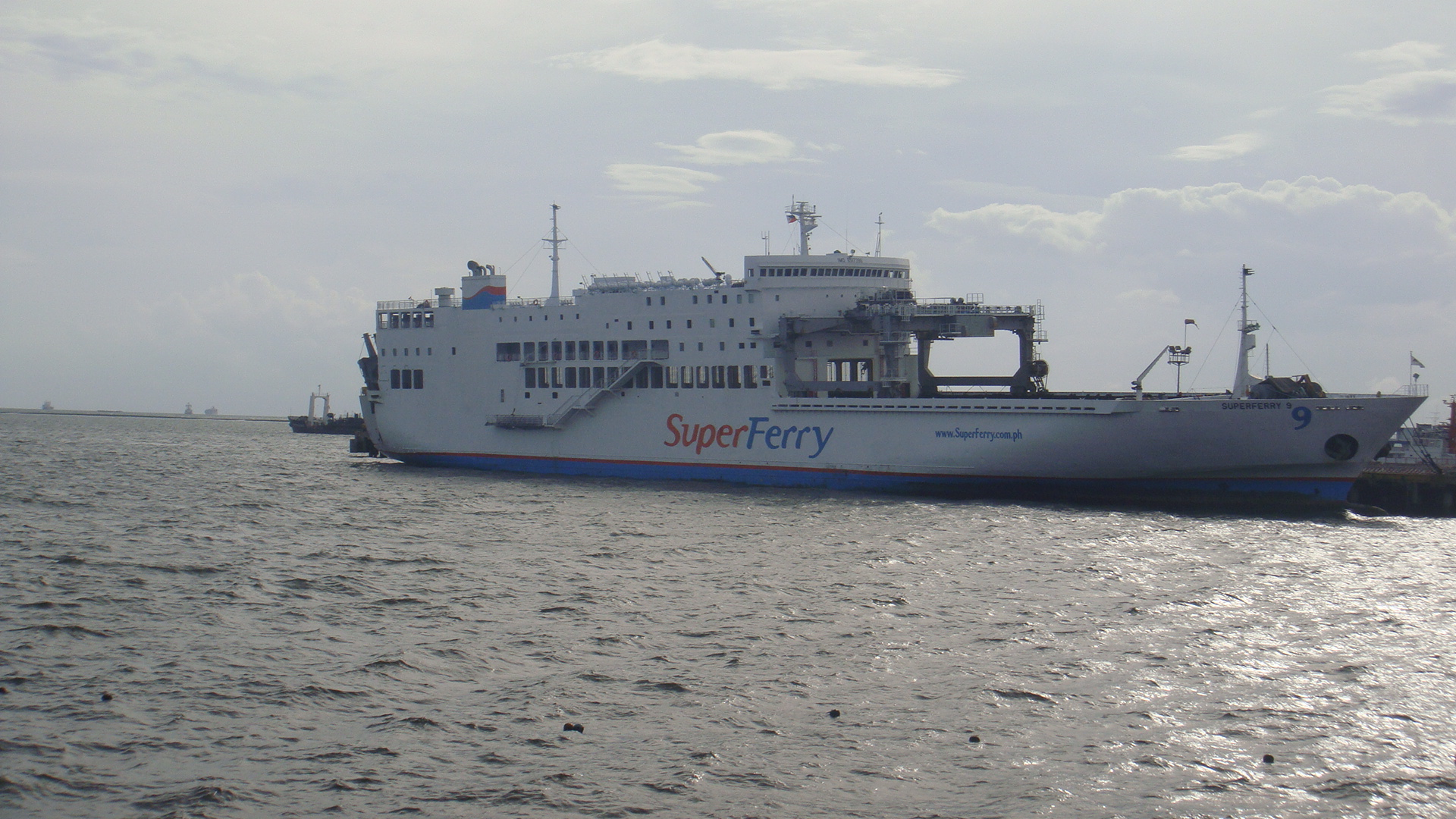
SuperFerry 9

- Am 26. März 1997 brach an Bord der SuperFerry 7 im Hafen von Manila ein Feuer aus. Es befanden sich keine Passagiere mehr an Bord. Es war der erste schwere Unfall von WG&A.
- Am 8. Februar 2000 fing die SuperFerry 3 während einer Reparatur in der Keppel-Werft in Cebu Feuer.
- Am 21. Oktober 2000 sank die Superferry 6 nach einem Feuer. Die mehr als 1.000 Passagiere konnten gerettet werden.
- Am 9. März 2006 fing die Superferry 12 nördlich der Insel Cebu Feuer, bei dem aber keiner der 664 Passagiere verletzt wurde.
- Am 27. Februar 2004 wurden bei einem Bombenanschlag auf SuperFerry 14 116 Menschen getötet. Zu dem Anschlag bekannte sich die Terrororganisation Abu Sajaf.[1][2]
- Am 6. September 2009 sank die SuperFerry 9 etwa 800 Kilometer südlich von Manila auf dem Weg von General Santos nach Iloilo. 957 der knapp 1.000 Personen an Bord wurden gerettet, es gab jedoch mindestens neun Opfer zu beklagen.[3]

## Trivia
- Die Fähren SuperFerry 12, 15, 16, 17 und 18 sind die einzigen philippinischen Schiffe mit einer Rolltreppe an Bord.
- SuperFerry 12 ist das einzig verbleibende, philippinische Schiff mit einem Swimmingpool. Die Princess of the Stars der Sulpicio Lines, welche ebenfalls über einen Pool verfügte, sank am 22. Juni 2008.
- Teile des Filmes Pacquiao über den gleichnamigen Boxer wurden an Bord von SuperFerry 18 gedreht.
- Die Titanic-Parodie Tataynic entstand an Bord von SuperFerry 12.
- SuperFerry ist offizieller Logistikpartner der Pinoy Dream Academy.
- SuperFerry ist die einzige Schifffahrtslinie, auf der an Bord Netzwerkspiele angeboten werden.